# Valznerweiher
Der Valznerweiher ist ein gut vier Hektar großer Weiher im Osten Nürnbergs am Rand des Lorenzer Reichswalds im Stadtteil Zerzabelshof.

## Beschreibung
Er war ursprünglich nicht mehr als ein kleiner Teich in einer Kette von ähnlichen Gewässern. Heute sind noch zwei durch eine Brücke getrennte Gewässer zu sehen. Der westliche und eigentlich namenlose Weiher wird umgangssprachlich der „Kleine Valznerweiher“ genannt.
Der Weiher wird vom Fischbach gespeist, den Goldbach speist der Valznerweiher über seinen Abfluss.
Der Weiher wurde nach Herdegen Valzner benannt, einem aus Prag stammenden Bankier. Die Schreibweise des Namens änderte sich im Laufe der Zeit, um 1823 hieß er „Vällzner Weyher“, 1869 „Falznerweiher“. Valzner erwarb den Weiher für die Wasserzufuhr des Gleißhammers, seines Eisenhammers am heutigen Zeltnerweiher. Als Erbzinslehen gelangte der Valznerweiher in den Besitz der Patrizierfamilie Nützel.
Gegen Ende des 18. Jahrhunderts gab es in Valznerweiher einen Haushalt (1 Gut). Das Hochgericht übte die Reichsstadt Nürnberg aus, was vom brandenburg-ansbachischen Vogtamt Schönberg bestritten wurde. Die Grundherrschaft hatte der Nürnberger Eigenherr von Fürer inne.
Im Rahmen des Gemeindeedikts wurde Valznerweiher dem 1808 gebildeten Steuerdistrikt Mögeldorf zugeordnet. Es gehörte auch der im selben Jahr gegründeten Ruralgemeinde Mögeldorf an. Zwischen 1818 und 1840 wurde Valznerweiher in die neu gebildete Ruralgemeinde Zerzabelshof umgemeindet. Am 1. November 1923 wurde Valznerweiher in die Stadt Nürnberg eingemeindet.
Heute grenzt an dem südöstlichen Rand des Valznerweihers der Forsthof an, am nordöstlichen Rand der Zerzabelshofer Forst. Auf der Insel im Valznerweiher befand sich früher ein Vogelherd.
Südwestlich der Valznerweiherstraße auf dem Gelände der ehemaligen Kraft-durch-Freude-Stadt errichtete der 1. FC Nürnberg 1966 sein Trainingsgelände und bezog dieses 1968. Seither sind die Cluberer, nicht nur die Fußballer, sondern auch die Abteilungen Boxen, Handball, Roll- und Eissport, Schwimmen, Ski und Tennis, im Sportpark Valznerweiher beheimatet. Seit dem 19. Jahrhundert ist der Valznerweiher ein Naherholungsgebiet und die Gastwirtschaft auf der Insel ein beliebtes Ausflugsziel. Darüber hinaus wurde „am Valznerweiher“ ein Synonym für den Club in der Berichterstattung zwischen den Spielen.

### Einwohnerentwicklung
| Jahr      | 001840 | 001861 | 001871 | 001885 | 001900 |
| Einwohner | 4      | 3      | 4      | 5      | 4      |
| Häuser    | 1      |        |        | 1      | 1      |
| Quelle    | [ 7 ]  | [ 8 ]  | [ 9 ]  | [ 10 ] | [ 11 ] |

## Bildergalerie

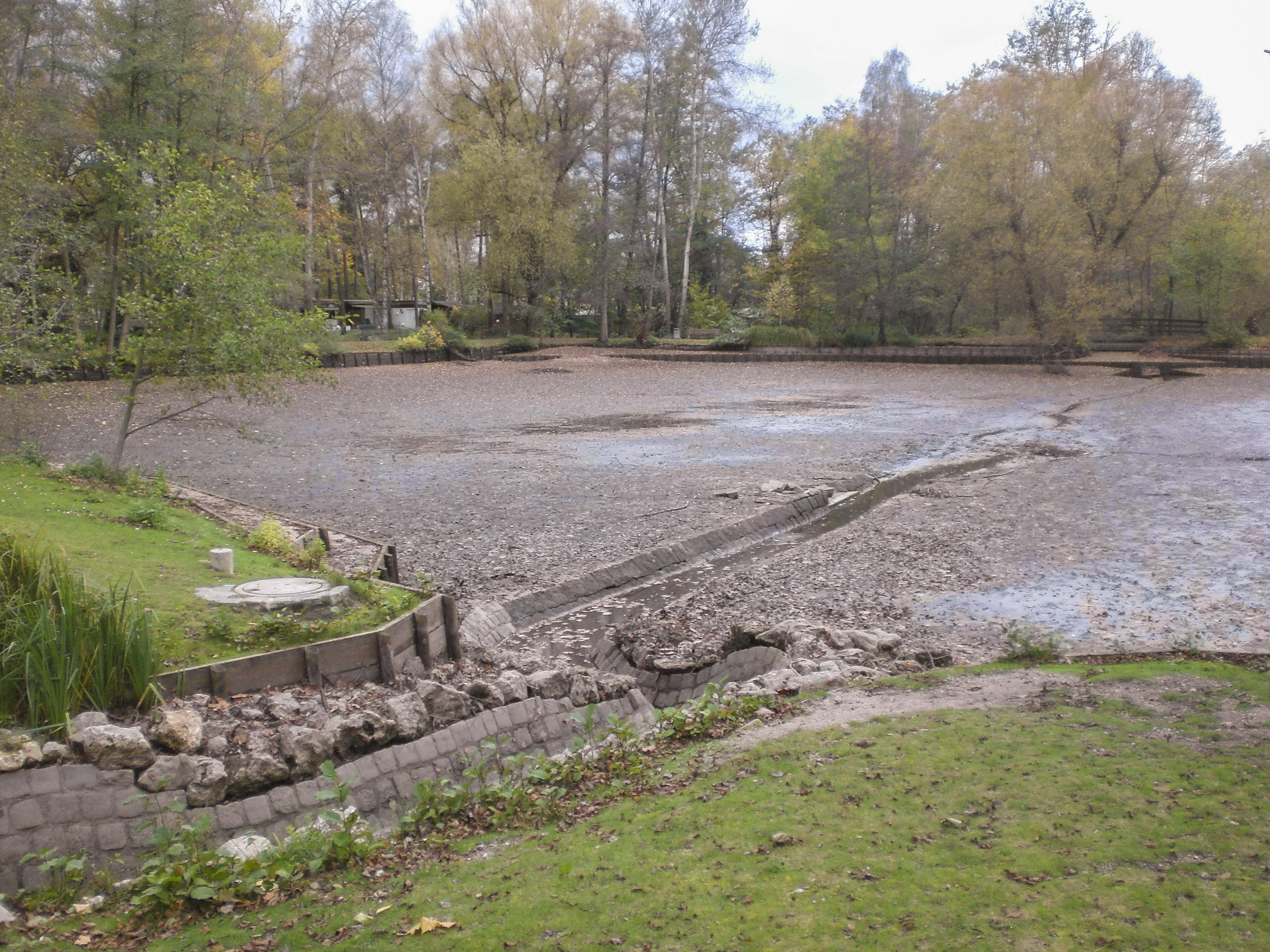
Zulauf des Kleinen Valznerweiher
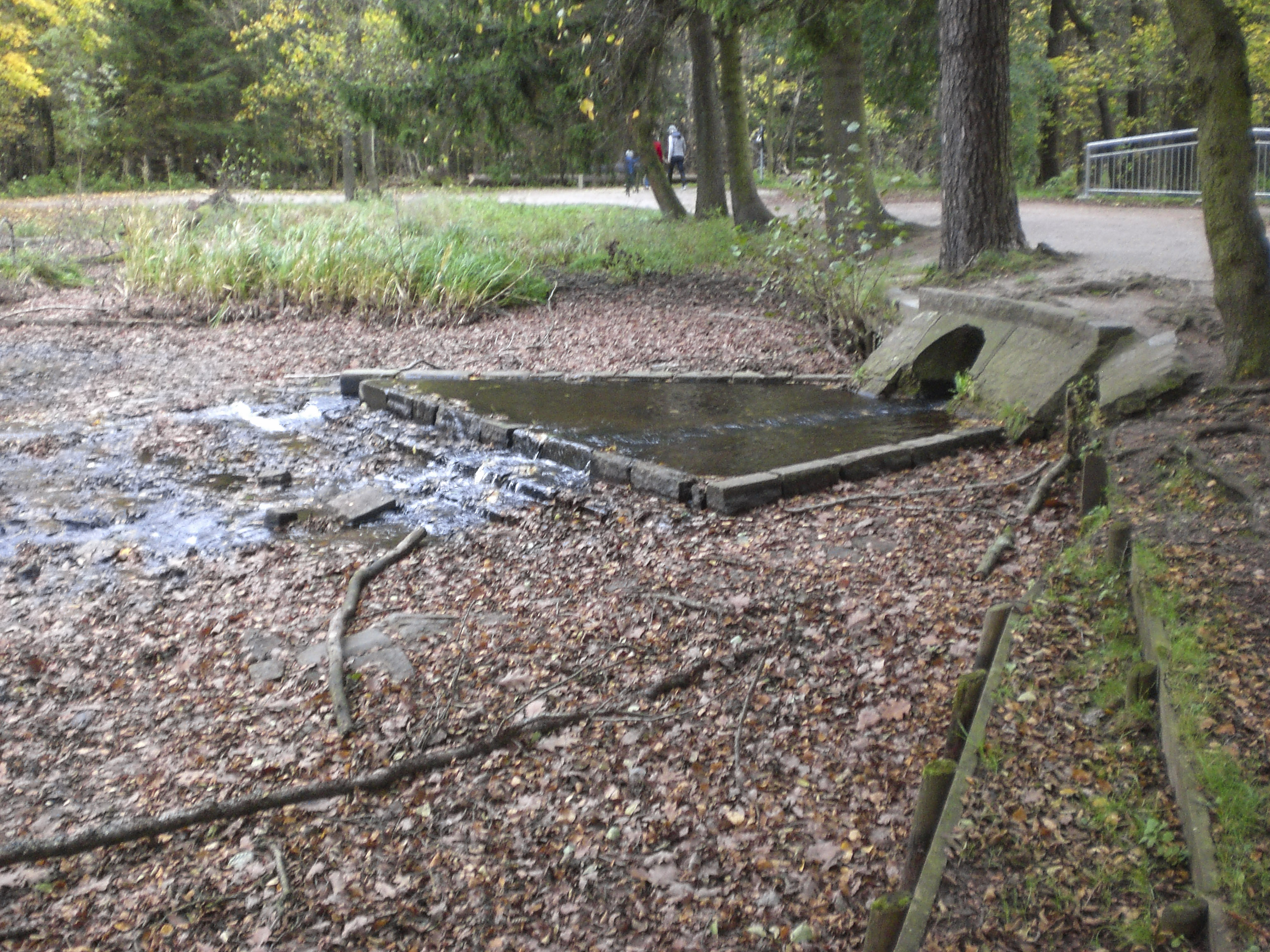
Zulauf des Fischbachs in den Valznerweiher